# 矢部定利
矢部 定利（やべ さだとし、生年不詳－延徳元年（1489年）11月）は因幡国の国人で同国若桜鬼ヶ城主。通称・八郎、官職は左衛門尉、山城守。子は宗春。

## 経歴
若桜鬼ヶ城を本拠地とする矢部氏は南因幡では因幡毛利氏などと並んで有数の国人領主であり、毛利氏と同じく幕府奉公衆であった。定利も同様に奉公衆の身分であり、同じく奉公衆であった毛利次郎と親密な間柄であった。
文明11年（1479年）春、毛利次郎が守護・山名氏に対して「毛利次郎の乱」を起こすと定利は毛利方に与して戦った。この時の乱は翌年の春頃までには鎮圧されたが、次郎・定利共に奉公衆であったため厳罰には処せられず、わずか1年半後の文明13年（1481年）8月27日には伊勢貞宗に息子の八郎と共に対面、貞宗より「宗」の字を与えられて「宗定」と改名した。この他、文明15年（1483年）以降、毛利次郎共に矢部八郎が犬追物に参加していることが分かっている。
長享元年（1487年）12月30日、毛利次郎が正式に赦免されると次郎は再度反乱を起こした。定利自身の赦免された時期は不明だが次郎と同じ時期に赦されたと思われる。この時、定利は前回と同じく次郎方に与して戦った。しかし、延徳元年（1489年）9月5日の徳丸河原合戦で敗れると同年11月には私部城で次郎が自刃、同じく自刃しようとした山名政実を諫めて政実と共に若桜の矢部舘へ逃れるも程なくして山名豊時の軍勢に攻め込まれ政実、矢部氏一族らと共に自刃した。